# Čurající chlapeček
Čurající chlapeček (nizozemsky Manneken Pis) je jedním ze symbolů Bruselu. Jde o malou bronzovou sošku zobrazující malého chlapce čurajícího do fontány. Nachází se na rohu ulic Rue de l'Etuve (Stoofstraat) a Rue des Grands Carmes (Lievevrouwbroersstraat), asi 240 metrů jihozápadně od Velkého náměstí (Grande-Place, Grote Markt). Podobná soška je také v belgickém městě Geraardsbergen.
Soška je při mnoha příležitostech oblečena do kostýmu. Šatník čurajícího chlapečka nyní obsahuje více než 950 různých kostýmů. Při zvláštních příležitostech ze sošky teče alkohol.
Od roku 1987 má svůj protějšek – čůrající holčičku – Jaenneke Pis. Její soška se nachází v uličce Impasse de la Fidélité / Getrouwheidsgang, asi 200 m severně od Grand Place. V roce 1998 byla v Bruselu odhalena také socha čurajícího psa – Zinneke Pis.

## Legendy
O této sošce existuje několik legend, nejznámější je legenda o vévodovi Godfriedovi III. Brabantském. V roce 1142 ozbrojené oddíly dvouletého vévody bojovaly proti oddílům Berthoutů, pánů z Grimbergenu. Ozbrojenci dali malého vévodu do košíku, který pověsili na strom, což jim mělo dodávat odvahu. Malý vévoda ze stromu močil na oddíly Berthoutů, kteří nakonec bitvu prohráli.
Další legenda praví, že ve 14. století byl Brusel obléhán cizími vojsky. Město velmi dlouho úspěšně vzdorovalo. Útočníci proto vymysleli plán na umístění výbušnin u městských hradeb. Při přípravách je náhodou špehoval malý bruselský chlapec, který se jmenoval Juliaanske. Vyčural se na hořící zápalnou šňůru a tak město zachránil.

## Historie
Podobná soška vytesaná z kamene zde byla již v polovině 15. století a pravděpodobně už okolo roku 1388. Soška byla několikrát odcizena. V roce 1619 byla nahrazena bronzovou soškou, kterou vytvořil vlámský barokní sochař Jerôme Duquesnoy starší (1570–1641), pravděpodobně v roce 1620.